# دينجي
دينجي العتيبي (باليابانية: デ ン ジ) هو بطل سلسلة المانجا «رجل المنشار» من تأليف تاتسوكي فوجيموتو.
مقارنة بعمله على فاير بانش، كتب تاتسوكي فوجيموتو أن دينجي شخصية أكثر عاطفية من Agni (البطل الرئيسي للعمل السابق). شعر فوجيموتو أنه من الأفضل أن يكتب دينجي بجزء من شخصيته، وبدوره كتب دينجي ليكون لديه ميول ماسوشية. عندما ابتكر فوجيموتو رجل المنشار لأول مرة، كانت لديه فكرة بطل الرواية الذي كلما سحب الحبل يمكن أن ينبت منشار من رأسه ثم قام فوجيموتو بتشكيل السرد وشخصية دينجي من هناك. كان محرر فوجيموتو مترددًا في جعل دينجي بطل الرواية معتقدًا أن البطل الذي قاتل بالمنشار يمكن بسهولة أن يخطئ في اعتباره شريرًا ومع ذلك فقد عمل هو وفوجيموتو على حل هذا سوء الفهم الأولي. استلهم دينجي وبوشيتا الديناميكي في العلاقات من قبل فين البشري والكلب جايك من وقت المغامرة حيث كان فوجيموتو من المعجبين بهما. وجد الكاتب هيروشي سيكو أن سحر المسلسل هو كيف يهتم دينجي فقط بتناول وجبات الطعام ومواعدة النساء، وهو ما يتناقض مع المسلسلات الأخرى التي شاهدها. استمتع مانابو أوتسوكا بتركيز دينجي وآكي وباور حيث تمكن فوجيموتو من إبراز الرابطة التي تشكلها الشخصيات أثناء العيش معًا. في تكييف المانجا تأكد الفريق من أن لغة جسد دينجي وماكيما نفذت بشكل صحيح.